# The Simpsons (videojuego)
The Simpsons es un videojuego arcade producido en el año 1991 por la empresa japonesa Konami. El juego está basado en los personajes de la serie del mismo nombre.

## Descripción
El señor Burns, junto a unos maléficos secuaces (entre los que se encuentra el señor Smithers) roban un diamante muy valioso. Pero, la familia se encuentra muy cerca del lugar y mientras el señor Burns y sus secuaces salen de la joyería de donde robaron el diamante, el señor Smithers (que tenía el diamante) choca contra Homer y el diamante cae en la boca de Maggie. Debido a ello, el señor Smithers, que estaba muy apresurado para irse rápido del lugar, termina secuestrando a Maggie. El juego tiene 8 niveles que los integrantes de la familia Simpson recorren mientras intentan recuperar a su bebé.

## Personajes con los que se juega
- Homer Simpson con ningún elemento como defensa (solo golpea fuerte).
- Bart Simpson que puede utilizar una patineta como defensa.
- Lisa Simpson que puede utilizar una cuerda de saltar.
- Marge Simpson que puede utilizar una aspiradora como defensa.

## Niveles
- Nivel 1 - Centro de Springfield
- Nivel 2 - Krustylandia
- Nivel 3 - Cementerio de Springfield
- Nivel 4 - La taberna de Moe
- Nivel 5 - El bosque de Springfield
- Nivel 6 - Sueñolandia
- Nivel 7 - Canal 6
- Nivel 8 - Planta nuclear

## Curiosidades
- Los Jefes y los Enemigos nunca aparecen en la serie, a excepción del jefe del primer nivel, el oso del nivel 5, Smithers y Burns.
- En el juego arcade Homer y Bart son valientes, mientras que en la serie Homer es tonto y cobarde, Bart es valiente, travieso y rebelde.
- Apu Nahasapeemapetilon, el Profesor Frink, Ned Flanders, etc. no aparecen en el juego.
- Originalmente Matt Groening había hecho el pelo de Marge largo porque supuestamente tenía orejas de conejo y eso sería revelado en el último episodio de la serie, pero la idea fue considerada demasiado ridícula y fue desechada. Sin embargo, en uno de sus ataques y al ser electrocutada se pueden ver las orejas de conejo, aun cuando cualquier tipo de oreja carece de estructura ósea.
- En el capítulo Homer's Odyssey, Smithers es un negro afroamericano, sin embargo, en el juego su piel fue cambiada al amarillo mientras mantiene el resto de su paleta tal y como aparece en ese capítulo.
- Los personajes de la serie que aparecen con la misma paleta de colores de los primeros capítulos de la primera temporada.
- El último enemigo es el señor Burns.
- Los personajes del juego han sido editados también para Mugen.
- En la versión japonesa del juego hay bombas nucleares sueltas en el mapa estos facilita la jugabilidad.

## Adaptaciones
Konami ha lanzado la adaptación de The Simpsons Arcade Game» para Xbox 360 y para PS3, a través de las plataformas Xbox Live y PSNetwork, respectivamente. La adaptación cuenta con algunas particularidades, como la inclusión de la versión japonesa de la recreativa o la posibilidad de desbloquear pósteres utilizados para promocionar el arcade cuando fue lanzado. «The Simpsons Arcade Game» para Xbox 360 y para PS3 respeta el multijugador a 4 bandas del original, tanto en modo en línea como en juego local.
Este juego salió para Commodore 64.

## Recepción
ScrewAttack colocó la versión Arcade del juego como el mejor juego basado en dibujos animados de todos los tiempos. La versión para PC/MS-DOS del juego fue revisada en 1992 en Dragon # 180 por Hartley, Patricia y Kirk Lesser en la columna "El rol de las computadoras". Los críticos dieron al juego 3 de 5 estrellas.